# Estádio de los Juegos Mediterráneos
O UD Almería Stadium, anteriormente chamado Estadio de los Juegos Mediterráneos, é um estádio em Almería, Espanha. É actualmente utilizado principalmente para jogos de futebol e é o lar do Unión Deportiva Almería. O estádio possui capacidade para 18.331 pessoas e foi construído em 2004.